# Gletterens
Gletterens – gmina (fr. commune; niem. Gemeinde) w Szwajcarii, w kantonie Fryburg, w okręgu Broye. Leży nad jeziorem Lac de Neuchâtel.

## Demografia
W Gletterens mieszkają 1 094 osoby. W 2020 roku 14,1% populacji gminy stanowiły osoby urodzone poza Szwajcarią.